# Tina Browne
Tina Pupuke Browne est une avocate et femme politique des îles Cook.

## Biographie
Après une licence de Droit à l'université de Canterbury en Nouvelle-Zélande en 1979, elle est admise au barreau de Nouvelle-Zélande en 1980. Elle retourne aux îles Cook en 1981 et travaille initialement pour la Crown Law Office (bureau qui combine les fonctions de conseil juridique auprès du gouvernement, de représentation du gouvernement en cours d'appel, et de procureur public). Spécialisée en droit foncier, elle rejoint ensuite un cabinet d'avocats privé. Elle est l'une des trois membres de la Commission des lois, qui examine les lois adoptées par le Parlement,.
Elle devient présidente du Parti démocrate (centre-droit libéral) en avril 2017. William  Heather demeure le chef du parti au Parlement, et le chef de l'opposition parlementaire, Tina Browne n'étant pas députée. Mais c'est elle qui mène le parti aux élections législatives de juin 2018,,.
Elle est par ailleurs présidente de la Fédération océanienne de netball, et membre océanienne du bureau de direction de la Fédération internationale de netball.